# Custombike (Messe)
Die Custombike gilt als Europas größte Messe für selbst- und umgebaute Motorräder. Veranstalter ist die Huber Verlag GmbH & Co. KG.
Die Messe findet seit 2005 immer am ersten Dezemberwochenende im Messezentrum Bad Salzuflen statt. Die Ausstellungsfläche beträgt mittlerweile mehr als 25.000 Quadratmeter, aufgeteilt in vier Hallen. Die durchschnittlich 300 Aussteller kommen aus den Bereichen Motorrad, Customizing, Zubehör- und Teileproduktion sowie Motorrad- und Freizeitbekleidung. Auf dem Außengelände finden u. a. ein Burnout-Wettbewerb und ein Weihnachtsmarkt statt. Das Herzstück der Messe ist der European Biker Build-Off, bei dem zwei Teams verschiedener Nationen innerhalb von drei Tagen ein Motorrad aufbauen, das sie zum Titel führen soll, und Europas größter Wettbewerb für umgebaute Motorräder – die „International Custombike Championship Germany“. Diese wurde von den Zeitschriften Bikers News, Custombike und Dream-Machines ins Leben gerufen. Hierbei stellen sich Motorrad-Umbauten unterschiedlichster Ausprägung zur Wahl. Eine Fachjury wählt live während der Messe die besten Bikes in verschiedenen Kategorien. Weitere feste und etablierte Programmpunkte sind das Live-Bodypainting und die Wahl zur „Miss Custombike“.
Nachdem der Huber Verlag am 4. Februar Insolvenz angemeldet hatte, wurde am 29. Juni 2020, bekannt gegeben, dass der Huber-Verlag geschlossen wird. Über eine eventuelle Zukunft der Custombike ist derzeit nichts bekannt.

## Besonderheiten
2007 wurde zum ersten Mal der European Biker-Build-Off zwischen den Teams von Marcus Walz (Walz Hardcore Cycles) und Urs Erbacher (Fat Attack) ausgerichtet. Der Discovery Channel zeichnete den Wettbewerb auf und produzierte daraus eine Fernsehsendung.
Im Jahr darauf zählten Unternehmen wie die durch die TV-Serie American Chopper international bekannt gewordene Firma Orange County Choppers und der Motorradhersteller Harley-Davidson zu den Ausstellern. Der zweite European Biker-Build-Off fand zwischen den Teams von Andreas Bergerforth (Thunderbike) und Peter Penzenstadler (Penz Custombikes) statt. Der Fernsehsender DMAX drehte vor Ort eine Reportage über die Messe.
2009 wurde mit mehr als 28.000 Besuchern ein neuer Besucherrekord aufgestellt. Den dritten European Biker Build-Off zwischen den Teams von Tobias Guckel (TGS Motorcycles) und Nick Gale (Nick Gale Custom Cycles) gewann der Drittplatzierte der AMD-Weltmeisterschaft Tobias Guckel. Ein von der Produktionsfirma maz and more gedrehter Beitrag wurde mehrfach auf ProSieben und Sat.1 ausgestrahlt.
2010: 300 Aussteller waren Teil der CUSTOMBIKE 2010. Erstmals in vier Hallen versammelten sich weit über 25.000 Besucher. Beim European Biker Build-Off sicherte sich Bodo Hayen (Bike Schmiede) den begehrten Titel 2010. Erstmals trat ein deutsches Team gegen eine außereuropäische Mannschaft an. Mario Kyprianides (Chopper Kulture) aus den Vereinigten Arabischen Emiraten unterlag nur knapp.
2011: Besucherrekord. 320 Aussteller auf 30.000 Quadratmetern lockten 30.000 Besucher auf das Messegelände in Bad Salzuflen. Independent Choppers (Deutschland) trat im European Biker Build-off 2011 gegen Classic Cycles (Schweiz) an. In einem knappen Abstimmungsergebnis lag am Ende Independent mit ihrem Knickrahmen-Klassiker mit 81 Stimmen Vorsprung vor dem schlanken Dragbike der Schweizer vorne.
2012: Beim EUROPEAN BIKER BUILD-OFF gab es eine Premiere. Es gewann zum ersten Mal ein ausländisches Team auf deutschem Boden. Reinhard Servello von der Bobber Garage aus Liechtenstein siegte gegen die Dresdnerin Andrea Mayer von MotorVisionen.
2013: Beim EUROPEAN BIKER BUILD-OFF gab es zum ersten Mal keinen Sieger. Aykut Tataroglu aus Deutschland und Stokan Dukic aus der Schweiz wurden gemäß den Statuten disqualifiziert. Beide Motorräder müssen während der Messe gestartet werden und eigenständig fahren. Das gelang keinem der beiden Protagonisten.
2014: Beim EUROPEAN BIKER BUILD-OFF gewann Arno Kruth von Toxic Bikes aus Deutschland gegen den Spanier Sergio Bayarri von Sbay Motor Company.
2015: Besucherrekord. Beim EUROPEAN BIKER BUILD-OFF gewann Yuri Shif aus Weißrussland gegen den Deutschen Fabian Müller.
2020: Wegen Covid-19 ausgefallen.
2021: Wegen Covid-19 ausgefallen.
2022: Die Messe Ostwestfalen GmbH ist nach zweimaliger Zwangspause erstmals nicht nur Gastgeber, sondern auch Veranstalter, diesmal am 3. und 4. Dezember 2022 in den Messehallen 20 und 21 in Bad Salzuflen. Es handelte sich um die insgesamt 16. Auflage der Custom-Bike-Show.